# Kundalini

Schemat praktyki kundalini w sahadźa jodze.
1 Muladhara (ćakra) 1a kość krzyżowa (trójkąt) 2 Swadhiszthana (ćakra) 3 Nabhi (ćakra) 3a Bhawasagara, Ocean Iluzji 4 Anahata (ćakra) 5 Wiśuddha (ćakra) 6 Adźńa (ćakra) 7 Sahasrara (ćakra)
A kundalini (zwinięty wąż) B idâ nadi (nadi energii lunarnej) C suszumnâ nadi (środkowy nadi) D pingalâ nadi (nadi energii solarnej) E atman (duch, dusza) F ego G superego

Kundalini (dewanagari कुण्डलिनी) (r.ż.) – energia, moc duchowa, opisywana jednocześnie pod postacią węża, bogini i „siły”. Kundalini łączy w sobie atrybuty wszystkich bogiń i bogów, jest ideową i praktyczną podstawą indyjskiej tantry (tantryzmu) oraz hathajogi. Ideał kundalini łączy ze sobą jogę, tantryzm oraz wszelkie indyjskie kulty bogini – Śakti, Dewi. 
Kundalini uznawana jest za moc i potęgę twórczą, kreatywną, stąd odpowiedzialna jest za wszelkie zdolności i talenty twórcze, artystyczne, architektoniczne oraz wynalazcze. Osoby zdolne do wielkich, bohaterskich czy twórczych, odkrywczych czynów uważane są za posiadające wielką moc kundalini.

## Personifikacja Bogini
Kundalini uważana jest za wewnętrzną personifikację mocy kosmicznej Bogini, żeńskiego pierwiastka Boga, absolutu. Uważa się, że podstawową metodą rozwoju kundalini jest nabożne uwielbienie, cześć, adoracja Bogini w jakiejkolwiek postaci, stąd hinduizm zawiera bardzo wiele ludowych form Bogini o lokalnym znaczeniu.
Tantryzm, zarówno śiwaizm, jak i śaktyzm, używa określenia kundalini-śakti, podkreślającego związek mocy duchowej z żeńskim pierwiastkiem boskości, Boga czy absolutu. Nauka o ćakrach ściśle związana jest z ideą kundalini-śakti.

## Wyobrażenia
Podstawowe wyobrażenia kundalini to moc uśpiona u podstawy kręgosłupa, jasna jak tysiąc słońc, podobna do ognistego, wężowego zwoju, gdy spoczywa, lub do słupa ognia, gdy się wznosi. Kundalini jako żeńska boska moc wewnętrzna budzi się do życia u podstawy kręgosłupa, w ośrodku korzeniowym zwanym muladharą. Poruszając się w kanale (nadi)  suszumny stopniowo przebija kolejne ćakry i wznosi aż ponad szczyt głowy do ośrodka sahasrara, gdzie znajduje swe ujście (opisywane także jako połączenie dwóch boskich aspektów, bogini Śakti i boga Śiwy), w efekcie prowadząc do zjednoczenia z kosmosem, wyzwolenia. Ten proces budzenia kundalini i siedmiostopniowego wznoszenia opisywany jest jako siedmiostopniowa ścieżka mistycznego rozwoju duchowego.

## Praktyka
- Osoby praktykujące rozwój kundalini noszą zwykle czerwone lub szkarłatne szaty, a słoneczny blask towarzyszący wyobrażaniu tej mocy ma zabarwienie czerwonawe, podobne kolorystyce wschodu oraz zachodu słońca. Graficznie maluje się spiralę zwiniętą w trzy i pół zwoju, co uważane jest za symbol uśpionej kundalini i używane w kontemplacjach.

- Obudzenie kundalini umożliwia kilka metod, np. pranajama, dźapa, śaktipat[1].

## Kundalini w naukachsahadźa jogi
W każdym człowieku jest ona uśpiona i zwinięta w trzy i pół zwoju w kości krzyżowej (łac. os sacrum). W kulturze chińskiej nazywana jest dao. Od powstania sahadźa jogi naucza się, że aby ją przebudzić, wystarczy regularnie przez kilka minut dziennie medytować. Kundalini spontanicznie będzie coraz silniejsza. Jej przebudzenie nazywa się samorealizacją. Gdy kundalini budzi się i unosi w systemie subtelnym człowieka, uzdrawia i otwiera ćakry oraz harmonizuje działanie  kanałów, lecząc wszelkie choroby i eliminując efekty negatywnych wpływów.